# Жировниця (Севниця)
Жировниця (словен. Žirovnica) — поселення в общині Севниця, Споднєпосавський регіон, Словенія. Висота над рівнем моря: 521,8 м.